# Новоселецкий
Новоселе́цкий, Ново́сель (пол. Nowosielecki) — польский дворянский герб.

## Описание
В красном поле белая повязка, положенная в кружок, с скрещёнными концами (см. Наленч); над ней положена стрела, острием вверх. Герб этот употреблялся на Волыни.

## Герб используют
Новоселецкий